# 松井克師
松井 克師（まつい かつし、1971年6月20日 - ）は、北海道今金町出身のプロスノーボード選手。北海道テレビ放送（HTB）にて放送されている、スノーボード、スケートボードの専門番組NO MATTER BOARDの元ナビゲーター。愛称はカッチ、カッチさん。

## 人物
ウィンタースポーツの盛んな地域に生まれ、幼少の頃よりスキーは日常であった。夢はプロスキーヤーであり、14歳の時には既にスキー1級を取得している。しかし、練習中に靭帯を断裂し、念願のプロスキーヤーの道を断念。その後は地元の北海道檜山北高等学校を卒業し、札幌市の札幌経理専門学校に進学。専門学校生だった19歳の冬に初めてスノーボードと運命的な出会いをする。
専門学校卒業後、東京にてサラリーマンとなるが3ヵ月で退職。その後、ニュージーランドへ3ヵ月渡航。そこでスノーボードの虜となる。二十代前半は毎年ニュージーランドを始めとして、雪を求めて海外へ渡航。世に出る「NO MATTER BOARD」ナビゲーターのオファーは31歳の時だった。同番組の出演はそれ以前にもあったが、ナビゲーターとしてのレギュラー出演は2002年からである。2011年を以ってナビゲーターを勇退。現在、プロスノーボーダーとしては最年長の部類に入り、地元北海道では抜群の知名度と存在感を誇る。

## UNFINISH
主宰するスノーボードブランド。名前の由来は『未完成』から。スノーボード板からアパレル、子供服に至るまで、こだわりが反映されたラインナップとなっている。

## スポンサー
- サロモン
- OAKLEY
- ガリウム WAX
- THIRTEEN HI CONNECTION
- subject bbb
- goldwin
- ムラサキスポーツ
- orange
- UNFINISH

## 大会の主な成績
- TOYOTA BIG AIR(JPN) 2004 本選出場

## 関連人物
- 高橋成明
- 中井孝治
- 平岡暁史
- 布施忠